# جايمي نافارو
جايمي نافارو (بالإنجليزية: Jaime Navarro)‏ هو لاعب كرة قاعدة أمريكي، ولد في 27 مارس 1967 في بايامون في الولايات المتحدة.

## وصلات خارجية
- جايمي نافارو على موقعبيزبول رفرنس.كوم (الدوري الرئيسي) (الإنجليزية)
- جايمي نافارو على موقعبيزبول رفرنس.كوم (الدوري الثانوي) (الإنجليزية)